# شاهزاده دانشجو (فیلم)
شاهزاده دانشجو (انگلیسی: The Student Prince) فیلمی آمریکایی در سبک موزیکال به کارگردانی ریچارد تورپ است که در سال ۱۹۵۴ منتشر شده است.

## بازیگران
- آن بلایت
- ادموند پاردوم
- جان اریکسن
- لوئیس کالهرن
- ادموند گون
- سکه ساکال
- جان ویلیامز
- ریچارد اندرسون
- ماریو لنزا
- جان هویت
- بتا سینت جان